# Pseudomonas savastanoi
Pseudomonas savastanoi ist, wie alle Pseudomonaden, ein polar begeißeltes, stäbchenförmiges, Gram-negatives Bakterium. P. savastanoi wird nach neuesten Erkenntnissen zum P. syringae-Komplex gezählt, genauer zu der zweiten Genomspezies. P. savastanoi besitzt viele Pathovare, von denen der Pathovar pv. savastanoi die Tuberkelkrankheit beim Olivenbaum (Olea europaea) auslöst.

## Systematik
Der wissenschaftlich korrekte Name ist nach aktueller Ansicht Pseudomonas syringae subsp. savastanoi. Zur besseren Verständlichkeit und weil die Systematik der Spezies P. syringae innerhalb der letzten Jahre ständig im Wandel war, ist der Name P. savastanoi aber immer noch der in den meisten Publikationen verwendete Name. P. savastanoi gehört zu der zweiten von neun Genomospezies, aus denen sich der P. syringae-Komplex zusammensetzt. Dieser Komplex wurde auf der Grundlage von DNA-DNA-Hybridisierungen und Multilocus-Typing gebildet und dient dazu, die Spezies weiter zu unterteilen. Dies ist nötig, da die Verwandtschaftsverhältnisse der über 50 verschiedenen Pathovare noch nicht endgültig geklärt sind. So wurden eigentlich die P. syringae-Pathovare glycinea, phaseolicola und savastanoi in einer neuen Spezies P. savastanoi zusammengefasst, was aber aufgrund neuester Ergebnisse wieder revidiert werden musste.

## Pathovare
Die Pathovare von P. savastanoi sind sehr wirtsspezifisch und befallen vor allem holzige Pflanzen, meist aus der Familie der Oleaceae. Der Pathovar pv. savastanoi befällt Olea europaea und Mandevilla sanderi, der Pathovar pv. nerii hat Nerium oleander als Wirt. Weitere Pflanzen, die von P. savastonoi befallen werden, sind beispielsweise Liguster (Ligustrum vulgare), Eberesche (Sorbus aucuparia) und Jasmin (Jasminum). Auch bei den Pathovaren ist die Namensgebung noch nicht abschließend geklärt. So ist zum Beispiel der Pathovar, der den Olivenbaum befällt, als pv. savastanoi und pv. olea bekannt.

## Pathogenese
Wichtig für die Tumorinduzierung ist die Produktion von Indol-3-Essigsäure und Cytokinen.

## Geschichte
Schon etwa 300 v. Chr. wurde an Olivenbäumen eine Krankheit beschrieben, die zur Tumorbildung führt, den Wuchs vermindert und die Ernte verringert. Die Krankheit ist als Tuberkelkrankheit bekannt und erstmals 1886 wurde ein Bakterium als Auslöser verdächtigt. Mittlerweile ist gesichert, dass die Wucherungen, welche durch Hyperplasie und Hypertrophie entstehen, durch P. savastanoi pv. savastanoi ausgelöst werden.